# Lotus 22
La Lotus 22 era una vettura monoposto da competizione costruita nel 1962 in 77 esemplari dalla Lotus Cars. Questa auto venne sviluppata a partire dalla Lotus 20 e le principali differenze tra le due vetture erano costituite dalla presenza, sulla 22, di freni a disco su tutte le ruote, da un diverso biellismo della sospensione posteriore e da un motore con carter secco montato, per abbassare il centro di gravità, inclinato.
La 22 venne impiegata principalmente nelle gare di Formula Junior dove venne utilizzato il motore Cosworth MAE da 1.098 cm³ di cilindrata che forniva una potenza intorno ai 100 hp (70 kW). Su sette auto venne montato fin dalla loro costruzione il motore a doppio albero a camme sviluppato dalla stessa Lotus e introdotto con la Lotus Elan. Queste vetture però non potevano più essere utilizzate nella Formula Junior.
In seguito il telaio della 22, sebbene modificato, venne riutilizzato su molti altri modelli realizzati dalla Lotus quali la Lotus 31, sviluppata nel 1964 per le gare di Formula 3, e per la Lotus 51 del 1967, prima vettura per la Formula Ford realizzata per la scuola di guida fondata in Inghilterra da Jim Russell.
La 22 del Team Lotus, con alla guida Peter Arundell vinse il 75 per cento delle gare del campionato europeo di Formula Junior del 1962. L'auto continuò ad avere successo anche nel 1963 in Formula Junior, ultimo anno nel quale si tenne questo campionato, sia contro la nuova Lotus 27 dotata di telaio monoscocca, almeno finché non furono risolti i problemi di rigidità che affliggevano questa nuova vettura.

## La Lotus 23
Dalla 22 venne sviluppata la Lotus 23 che altro non era che una sua versione biposto con telaio allargato nella zona centrale. Della Lotus 22 manteneva anche le sospensioni anteriori e posteriori, la trasmissione e il castello motore.
La Lotus 23 venne portata in gara da Jim Clark che nel 1962 sul circuito del Nürburgring condusse per alcuni giri la competizione, con una vettura che pesava 500 kg (1.100 libbre) e un motore da 1.500 cm³ di cilindrata, precedendo vetture più grandi e potenti.